# Eleccions federals suïsses de 1959
Les eleccions federals suïsses de 1959 se celebraren el 1959 per a renovar els 200 membres del Consell Nacional de Suïssa i els 46 membres del Consell dels Estats de Suïssa que escolliran els 21 membres del Consell Federal de Suïssa. El partit més votat fou el Partit Socialdemòcrata de Suïssa. Tot i això, per a evitar un govern socialdemòcrata, es formà una gran coalició de partits dretans anomenada Konkordanzdemokratie.

## Resultats electorals

### Consell Nacional de Suïssa
Resultat de les eleccions al Consell Nacional de Suïssa de 1959
| Partits                                                           | Partits                                 | Abr.        | Vots | %    | +/–   | Escons | +/– |
| ----------------------------------------------------------------- | --------------------------------------- | ----------- | ---- | ---- | ----- | ------ | --- |
|                                                                   | Partit Socialdemòcrata de Suïssa        | SPS/PSS     |      | 26,4 | -0,4% | 51     | -2  |
|                                                                   | Partit Radical Democràtic de Suïssa     | FDP/PLR     |      | 23,7 | +0,4% | 51     | +1  |
|                                                                   | Partit Popular Democristià de Suïssa    | CVP/PDC     |      | 23,3 | +0,1% | 48     | +1  |
|                                                                   | Partit de Pagesos, Artesans i Ciutadans | SVP/UDC     |      | 11,6 | -0,5% | 23     | -1  |
|                                                                   | Aliança dels Independents               | LdU         |      | 5,5  | ±0%   | 10     | ±0  |
|                                                                   | Partit Liberal de Suïssa                | LPS/PLS     |      | 2,3  | +0,1% | 5      | ±0  |
|                                                                   | Partit del Treball                      | PdA/PST-POP |      | 2,7  | -0,1% | 3      | -1  |
|                                                                   | Partit Democràtic                       | PD/DP       |      | 2,2  | +0,1% | 4      | ±0  |
|                                                                   | Partit Evangèlic Popular                | EVP/PEV     |      | 1,4  | +0,3% | 1      | ±0  |
| Total (participació %)                                            | Total (participació %)                  |             |      |      |       |        | 200 |
| Font: http://www.wahlen.ch/ Arxivat 2021-02-28 a Wayback Machine. |                                         |             |      |      |       |        |     |